# Euthyneura crocata
Euthyneura crocata är en tvåvingeart som först beskrevs av Daniel William Coquillett 1900.  Euthyneura crocata ingår i släktet Euthyneura och familjen puckeldansflugor.
Artens utbredningsområde är Alaska. Inga underarter finns listade i Catalogue of Life.